# Crăciun alb
Crăciun alb sau Un Crăciun deosebit (engleză: White Christmas) este un film american muzical de Crăciun din 1954 regizat de Michael Curtiz cu Bing Crosby, Danny Kaye, Vera-Ellen și Rosemary Clooney. Filmat în Technicolor, în Crăciun alb apar mai multe cântece ale lui Irving Berlin, inclusiv cântecul titular, "Crăciun alb". Produs și distribuit de Paramount Pictures, filmul este notabil ca fiind primul realizat în VistaVision, un format cu ecran lat dezvoltat de Paramount, care a implicat utilizarea dublă a suprafeței standard a filmului de 35mm. 

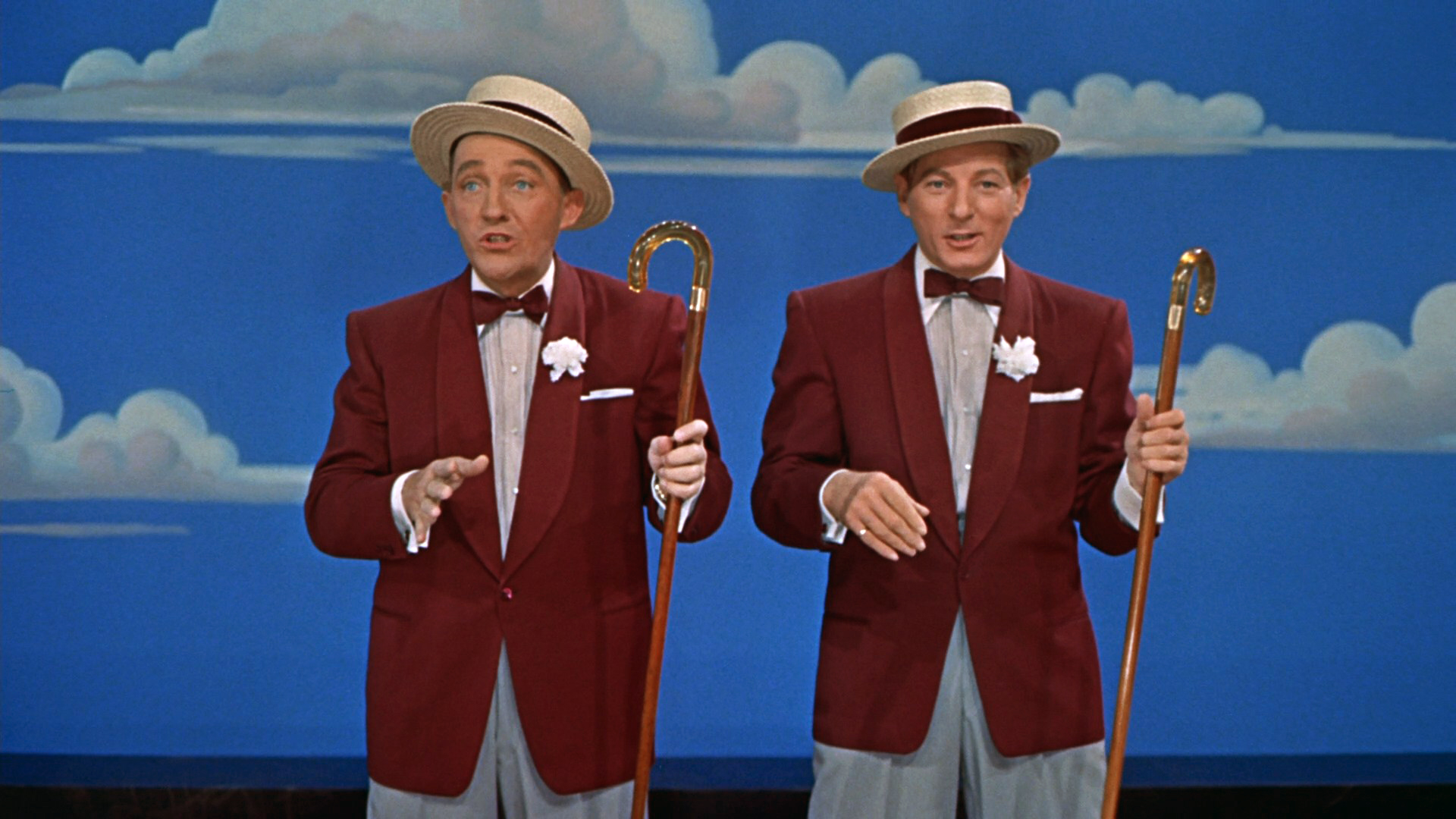
Bing Crosby și Danny Kaye în Crăciun alb

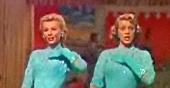
„Surorile”

## Prezentare
Bob Wallace și Phil Davis formează un grup de cântăreți ex-militari, în prezent pe Broadway. Într-o zi iarnă se întâlnesc cu două surori, Betty și Judy Haines, și pornesc spre Vermont pentru a sărbători un Crăciun alb, încărcat de zăpadă.
Între timp descoperă că fostul lor șef, general-maiorul Thomas F. Waverly, are un hotel la munte, care nu atrage clienți din cauza lipsei de zăpadă.
Atunci, le vine ideea de promovare a hotelului prin intermediul unui spectacol pentru a atrage vizitatori.

## Distribuție
| Bing Crosby      | ca Bob Wallace                     |
| Danny Kaye       | ca Phil Davis                      |
| Rosemary Clooney | ca Betty Haines                    |
| Vera-Ellen       | ca Judy Haynes                     |
| Dean Jagger      | ca general-maior Thomas F. Waverly |

## Cântece
- "White Christmas (Crăciun alb)" (Crosby)
- "The Old Man" (Crosby, Kaye și corul bărbaților)
- Medley: "Heat Wave"/"Let Me Sing and I'm Happy"/"Blue Skies" (Crosby & Kaye)
- "Sisters" (Clooney & Vera-Ellen)
- "The Best Things Happen While You're Dancing" (Kaye cu Vera-Ellen)
- "Sisters (reprise)" (sincronizare voci  Crosby și Kaye)
- "Snow" (Crosby, Kaye, Clooney & Vera-Ellen)
- Minstrel Number: "I'd Rather See a Minstrel Show"/"Mister Bones"/"Mandy" (Crosby, Kaye, Clooney & Corul)
- "Count Your Blessings Instead of Sheep" (Crosby & Clooney)
- "Choreography" (Kaye)
- "The Best Things Happen While You're Dancing (reluare)" (Kaye & Corul)
- "Abraham" (instrumental)
- "Love, You Didn't Do Right By Me" (Clooney)
- "What Can You Do with a General?" (Crosby)
- "The Old Man (reprise)" (Crosby & corul bărbaților)
- "Gee, I Wish I Was Back in the Army" (Crosby, Kaye, Clooney & Stevens)
- "Crăciun alb (final)" (Crosby, Kaye, Clooney, Stevens & Corul)